# Текстилна промишленост в България
Производството на текстил е занаят познат на човечеството от дълбока древност. Информации за това производство, както и многобройни доказателства за неговото съществуване и развитие са открити в различни точки на света – в древния Египет, Далечния изток или в Андите в Латинска Америка.
Почти непроменени до днес остават техниките на сплитане на нишките, повечето от които (лито, кепър, диагонална сплитка и др.) са били измислени още в древността.
През втората половина на 18 век в Англия се появяват първите текстилни манифактури, създаващи организацията и технологичната последователност при производството на текстил. Появата на предачната машина през 1768 г., на механизирания тъкачен стан през 1786 г. и на парния двигател слагат началото на създаването на текстилните фабрики и на индустриалното производство на текстил.
От този момент нататък индустриалното производство на текстил и текстилни изделия се превръща във важна човешка дейност, търпяща непрекъснато развитие и усъвършенстване до наши дни.
Така на фона на глобалното развитие на производството на текстил можем да разгледаме и основните етапи, през които преминава това производство в България.

## Период до Възраждането
Периодът до Възраждането е времето, през което производството на текстил е занаят, свързан с бита на българина, с които той задоволява нуждите от текстил и облекло на патриархалното семейство и на общността, в която преминава основно човешкия живот.

## Период на българското Възраждане до освобождението на България от османска власт
Периодът на българското Възраждане до освобождението на България от османска власт обхваща основно времето на манифактурното производство на текстил в България и появата на първите текстилни фабрики през първата половина на 19 век.
В различни източници от този период може да бъде открита информация за манифактурното производство на вълна, вълнени прежди, на сукно и на шаек, както и на отглеждането на пашкули за производството на коприна. Десетки са населените места от двете страни на Балкана и в Средногорието, където тези манифактури дават поминък на българското население, населени места, в които са концентрирани големи количества от суровини от животински и растителен произход, достатъчно вода, необходима в технологията на преработка и много работна ръка.
Така през този период се стига до 1834 г., когато в гр. Сливен е открито първото промишлено предприятие на Балканския полуостров за производство на текстил, а именно сукнената фабрика на Добри Желязков. Тя служи за основа на първото капиталистическо индустриално текстилно дружество в Сливен, което произвежда сукна за Румелия и Турция, а до Освобождението вече работят текстилни фабрики в Сопот, Карлово, В.Търново и Пловдив.

## Началото на разцвета на индустриалното производство на текстил и текстилни изделия
Началото на разцвета на индустриалното производство на текстил и текстилни изделия се поставя заедно с основите на младата българска държава след Освобождението и от османска власт. Този период се характеризира с важни исторически моменти като Съединението, въстания и войни, свързани с единението на нацията и обявяването на нейната Независимост.
През 1887 фабриките в страната са 92, през 1894 – 130, през 1900 – 143 с 5848 работници. Според Константин Иречек, производството в България е качествено и се равнява на западна изработка.
До 1894 г. само в Сливен са построени 16 фабрики, във Велико Търново е открита фабриката за точене на коприна на Стефан Карагьозов през 1861 г. и бояджийска фабрика, в Трявна – 2 фабрики за шаяк и една за гайтани, в Свищовско – 2 плетачници, в Карлово – най-модерната за времето си копринена фабрика, в Казанлък – една текстилна фабрика.
От Освобождението през 1878 г. до Съединението през 1885 г. в Пловдив са изградени 12 промишлени предприятия, в Габрово през 1882 г. механична вълнено-текстилна предачница на Иван Калпазанов, в Севлиево започва работа кожарско предприятие с табашко и обущарско отделение. Като значими текстилни центрове се оформят градове като Сливен, Ямбол, Котел, Габрово. Трявна, Казанлък, Карлово, София, Пловдив, Варна, Русе, Хасково и др. За първи път при производството на текстил в България се инвестират чужди капитали, технологии, опит и ноу-хау предимно от Чехия и Германия.
През този период текстилната промишленост се превръща във водещ подотрасъл на леката индустрия на България.
Това се дължи на силния протекционизъм на държавата през този период, оказващ сериозно влияние върху развитието на леката промишленост и текстилното производство. Участието на страната в поредица от войни, нуждите от храни, текстил и текстилни изделия, както за армията, така и за цивилното население, осигуряват пазар както в страната, така и извън нея.
През 1903 г. се полага началото на индустриалното памукотекстилно производство в България с изграждането на първата памуко-текстилна фабрика в гр. Ямбол.
През 30-те години на 20 век в областите Хасково, Пловдив, Враца, Велико Търново и Русе широко развитие получава отглеждането на копринени буби, добиването на естествена суровина от тя и развитието на коприненотекстилната промишленост в страната, като през този период България се превръща в един от основните износители на пашкули в Европа.
През този период в сектора текстил работят 33% от заетите в индустрията на страната и произвеждат около 20% от общото промишлено производство.

## Период от 1947 г. до 1994 г.
Периодът от 1947 г. до 1994 г. може да се оцени, като най-добрият период в развитието на българската текстилна промишленост.
В началото на 50-те години на 20 век се полагат основите на промишленото развитие на ленено-конопения текстил в страната.
През първите 40 – 50 години на 20 век, текстилната промишленост става един от водещите отрасли, а през втората половина – 70 – 80 години на миналия век, отрасълът се развива стабилно и обемът на производство се увеличава близо два пъти, благодарение на огромни инвестиции вложени в ново и модерно оборудване особено в текстилното производство.
През 1990 г.относителният дял на текстилната и трикотажна промишленост представлява 5,5 %, а на шивашката 1,6 % от обема на цялата промишлена продукция, като в тези браншове са заети над 180 хил. души.

## Период от 1994 до днес
Особености характеризиращи периода:
- Премахване на монопола в търговията с текстил и текстилни изделия.
- Разпадане на системата на технологична обвързаност между фирмите производители.
- Загуба на основни пазари за реализацията на текстил и текстилни изделия, материали, текстилна техника, резервни части и др.
- Разпадане на цялата система на суровинна обезпеченост на текстилното производство.
- Прекъсната е връзката между текстилното производство и учебните заведения, даващи кадри със средно и висше образование. Прекъсната е връзката между сектора на текстила и науката.
- Унищожено е производството в България на изкуствени текстилни влакна в Ямбол и във Видин. Процесът на приватизация на предприятията от сектора след 1995 г. води в много случаи до некомпетентно ръководство, загуба на пазарни позиции, липса на приемственост, до ликвидация и физическо унищожение и разпад на много фирми в бранша. Текстилни центрове като Габрово, Трявна, Ямбол, Пловдив, Русе, София, Хасково и др., западат.
- Липса на ясна държавна политика за развитие на сектора, както и за защита на местното производство.
- Голяма обща и междуфирмена задлъжнялост на фирмите в бранша.

Основни предприятия в сектора са „Е. Миролио“ и „Пирин-Текс“.
Основни пазари за изделията на текстилната и шивашка индустрия в България се очертават тези на страните от европейския съюз /ЕС/, от части на САЩ и Канада, което води до сериозна зависимост от тяхното конюнктурно развитие.